# Antonia (Tochter des Marcus Antonius)
Antonia (* etwa zwischen 54 und 49 v. Chr.) war eine Tochter des späteren römischen Triumvirn Marcus Antonius und dessen Gattin Antonia. Sie ist nicht mit den gleichnamigen Töchtern Antonia der Älteren und Antonia der Jüngeren des Antonius von Octavia zu verwechseln.
Als Anfang Mai 44 v. Chr., etwa eineinhalb Monate nach der Ermordung Gaius Iulius Caesars, dessen als Haupterbe vorgesehener Großneffe Octavian in Rom eintraf und die Erbschaft annahm, sah Antonius in ihm sogleich einen Konkurrenten. Obwohl Antonius als führender Caesarianer und Konsul eine ungleich größere Machtstellung als Octavian besaß, suchte er seine Position durch eine Verbindung mit dem zweiten bedeutenden Caesarianer, dem bisherigen magister equitum und späteren Triumvirn Marcus Aemilius Lepidus, zu stärken. Daher ernannte er etwa Ende Mai 44 v. Chr. Lepidus zum Pontifex maximus und verlobte seine junge Tochter Antonia mit einem Sohn des Lepidus.
Theodor Mommsen identifizierte Antonia, die Tochter des Antonius, mit der gleichnamigen Gattin des reichen Asiaten Pythodoros von Tralleis, welche die Mutter der Pythodoris, der Gemahlin des Polemon I. von Pontos, war. Demnach wäre Antonias Verlobung mit Lepidus’ Sohn zuvor aufgelöst worden. Mommsens Theorie ist jedoch in der Forschung nicht auf ungeteilte Zustimmung gestoßen. So bezweifelt sie etwa der Zürcher Althistoriker Christian Marek.